# Oznaczenia artylerii brytyjskiej
Oznaczenia i skróty związane z bronią artyleryjską produkowaną i używaną przez wojsko brytyjskie w okresie I i II wojny światowej.

## BL

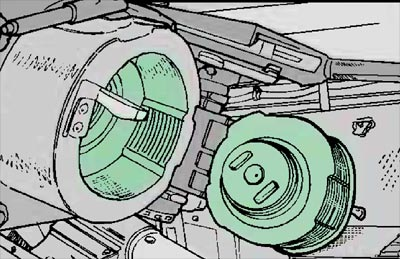
Zamek śrubowy

Breech Loading – ładowanie odtylcowe (np. haubica BL 9.2″). Oznaczenia dział z zamkiem śrubowym, w których pocisk i ładunek miotający były ładowane do komory nabojowej osobno.

## cwt
Hundredweight, cetnar angielski, jednostka wagi wynosząca 50,80234544 kg, w oznaczeniach angielskiej broni artyleryjskiej zazwyczaj oznacza masę lufy.

## HA
High Angle - oznaczenie Marynarki Królewskiej na armaty przeciwlotnicze, oznacza, że lufa armaty może być podnoszona pod kątem większym niż 50°

## HA/LA
High Angle/Low Angle - oznaczenie Marynarki Królewskiej na armatę uniwersalną, zazwyczaj były to armaty przeciwlotnicze HA zdolne także do prowadzenia ognia przeciwko okrętom lub celom naziemnym. 

## LA
Low Angle - oznaczenie Marynarki Królewskiej na armatę przystosowaną wyłącznie do strzelania do celów okrętów lub celów naziemnych.

## ML
Muzzle Loading – dosłownie "ładowanie lufą", "ładowanie odprzodowe", w czasie I i II wojny światowej to oznaczenie było używane wyłącznie dla moździerzy.

## QF
Quick Firing – dosłownie "szybkostrzelne", oznaczenie dla wszystkich dział zasilanych amunicją scaloną lub półscaloną, gdzie –podobnie jak w przypadku ręcznej broni palnej – komorę nabojową uszczelnia łuska naboju, a nie zamek śrubowy jak w przypadku armat BL.

## QF SA
Quick Firing Semi Automatic - oznaczenie Marynarki Królewskiej na armatę używającą amunicję scaloną z zamkiem półautomatycznym, po oddaniu strzału zamek sam otwierał się i wyrzucana jest z niego automatycznie łuska.